# Pál Rosty

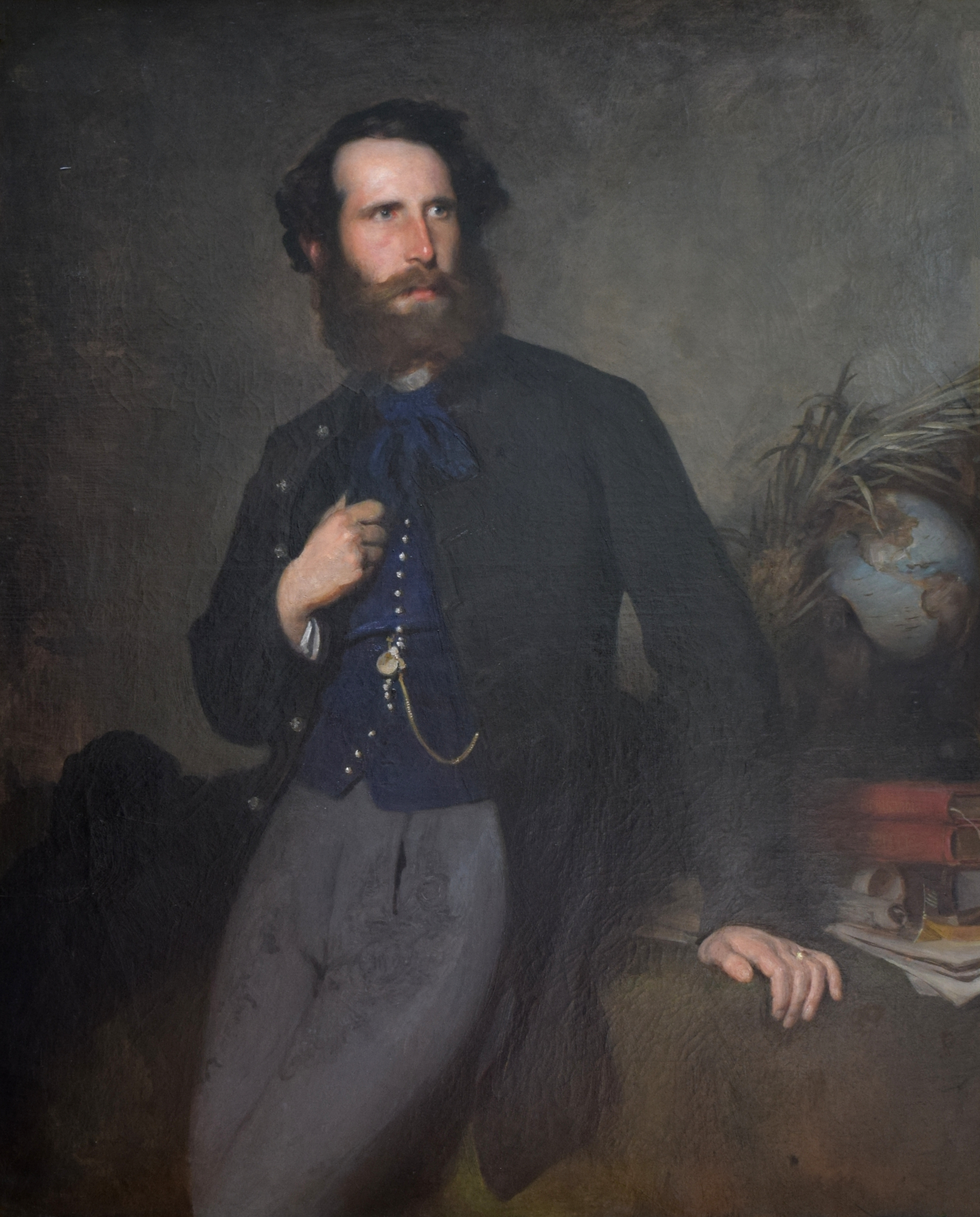
Pál Rosty, Ölgemälde von Bertalan Székely, um 1860/70

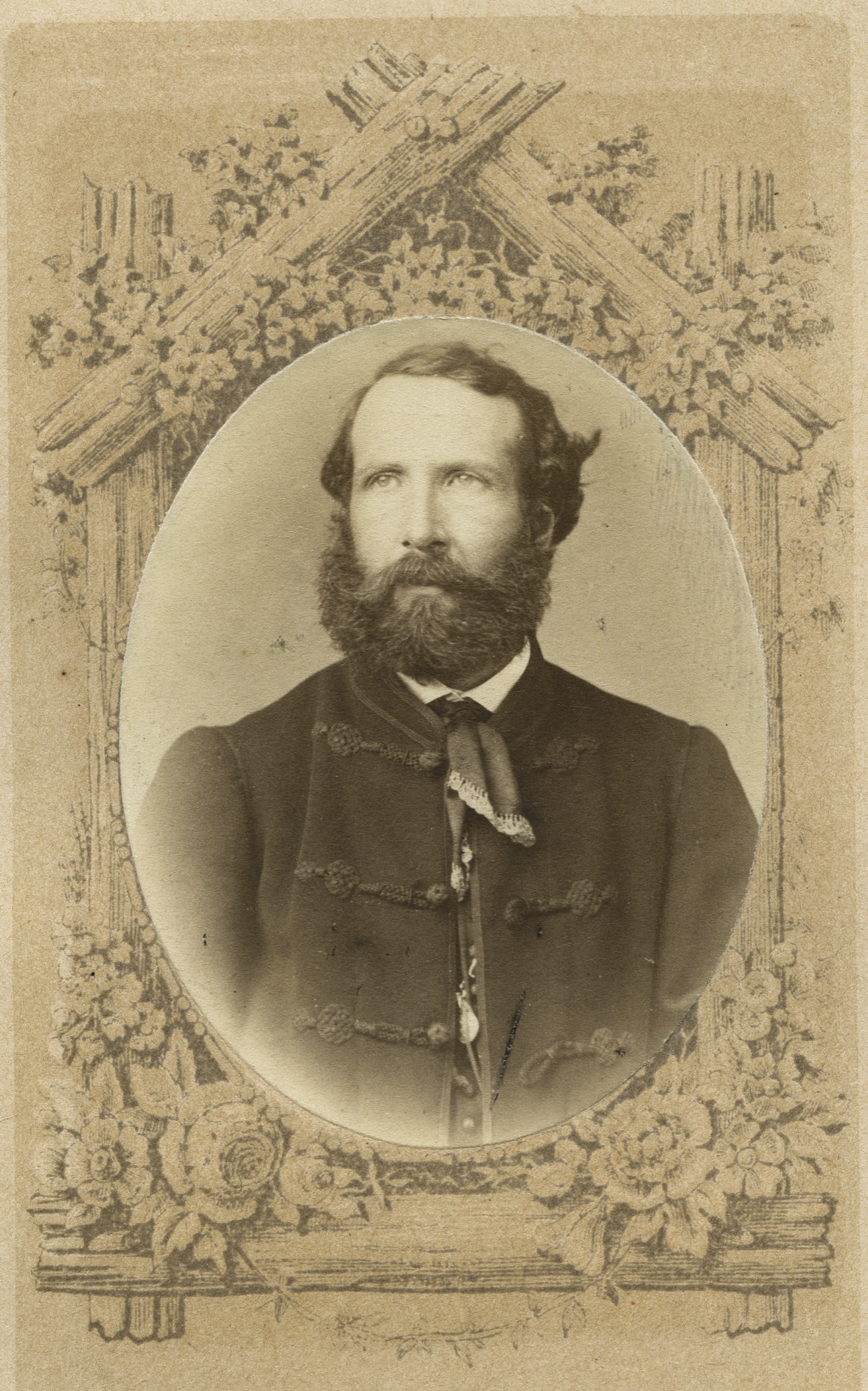
Pál Rosty, Fotografie von Ignaz Franz Schrecker, 1865

Pál István Ferenc Rosty von Barkócz (* 29. November 1830 in Pest; † 7. Dezember 1874 in Dunapentele) war ein ungarischer Geograph, Weltreisender und ein Pionier der Fotografie.

## Leben
Pál Rosty (deutsch Paul Rosti) war der Sohn von Albert Rosty von Barkócz (1779–1847), einem Juristen und Gutsbesitzer, aus dessen Ehe mit Anna Eckstein von Ehrenbergh (1801–1843).
Als junger Mann beteiligte er sich an der Ungarischen Revolution von 1848/1849. Nach deren Niederschlagung floh er mit Hilfe seines Schwagers Ágoston Trefort nach München. Dort studierte er Biologie und Chemie und ging dann nach Paris, wo er sich intensiv mit der Kunst der Fotografie befasste.
Angeregt von seinem Freund Alexander von Humboldt unternahm er in den folgenden Jahren eine Reise nach Amerika. Er bestieg am 4. August 1856 in Le Havre ein Schiff, das ihn zunächst nach New York brachte. Von dort bereiste er große Teile der Vereinigten Staaten, darunter Wisconsin, Texas und New Mexico, anschließend Mexiko. Im Januar 1857 erreichte er Kuba, von wo er nach Venezuela segelte. Dort blieb er eine Zeit in Caracas und ging dann nach Aragua, einer Einladung des deutschstämmigen Gutsbesitzers Franz Vollmer folgend. Die Rückreise erfolgte über Mexiko. Am 7. April 1858 kam er nach Veracruz und landete schließlich am 8. August 1858 in Southampton in England. Von dort aus fuhr er wahrscheinlich wieder nach Paris.
Am 1. November 1858 besucht Rosty in Berlin Alexander von Humboldt, den Initiator seiner Reise, und überreichte ihm ein Album mit 47 fotografischen Ansichten, das sich heute im Museum Ludwig in Köln befindet, ebenso ein Exemplar seiner Erinnerungen an die Amerika-Reise. Sie erschienen drei Jahre später als Buch mit vielen Zeichnungen und Bildern.
Am 8. November 1858 kehrte er nach fast 10-jähriger Abwesenheit in seine Heimatstadt Pest zurück, wo er zunächst im luxuriösen Hôtel de l’Europe wohnte. Am 12. Januar 1859 meldete die Wiener Zeitung Die Presse:

„Paul Rosti ist von seinen Reisen in den Tropengegenden Amerikas zurückgekehrt, und hat von dort sehr gelungene photographische Ansichten aus dem Innern Central-Amerikas und Cubas mitgebracht, welche derselbe als guter Patriot dem National-Museum zu spenden beabsichtigen soll.“

Rosty lebte danach wieder in Pest sowie in seiner Villa in Dunapentele. 1861 wurde er Mitglied der Ungarischen Akademie der Wissenschaften. Ab 1872 war er Mitglied des Justizrates des Komitats Fejér. In den 1870er Jahren zog er endgültig nach Dunapentele.
Er starb unverheiratet mit 44 Jahren als letzter männlicher Nachkomme seines Zweigs der Familie Rosty von Barkócz.

## Familie

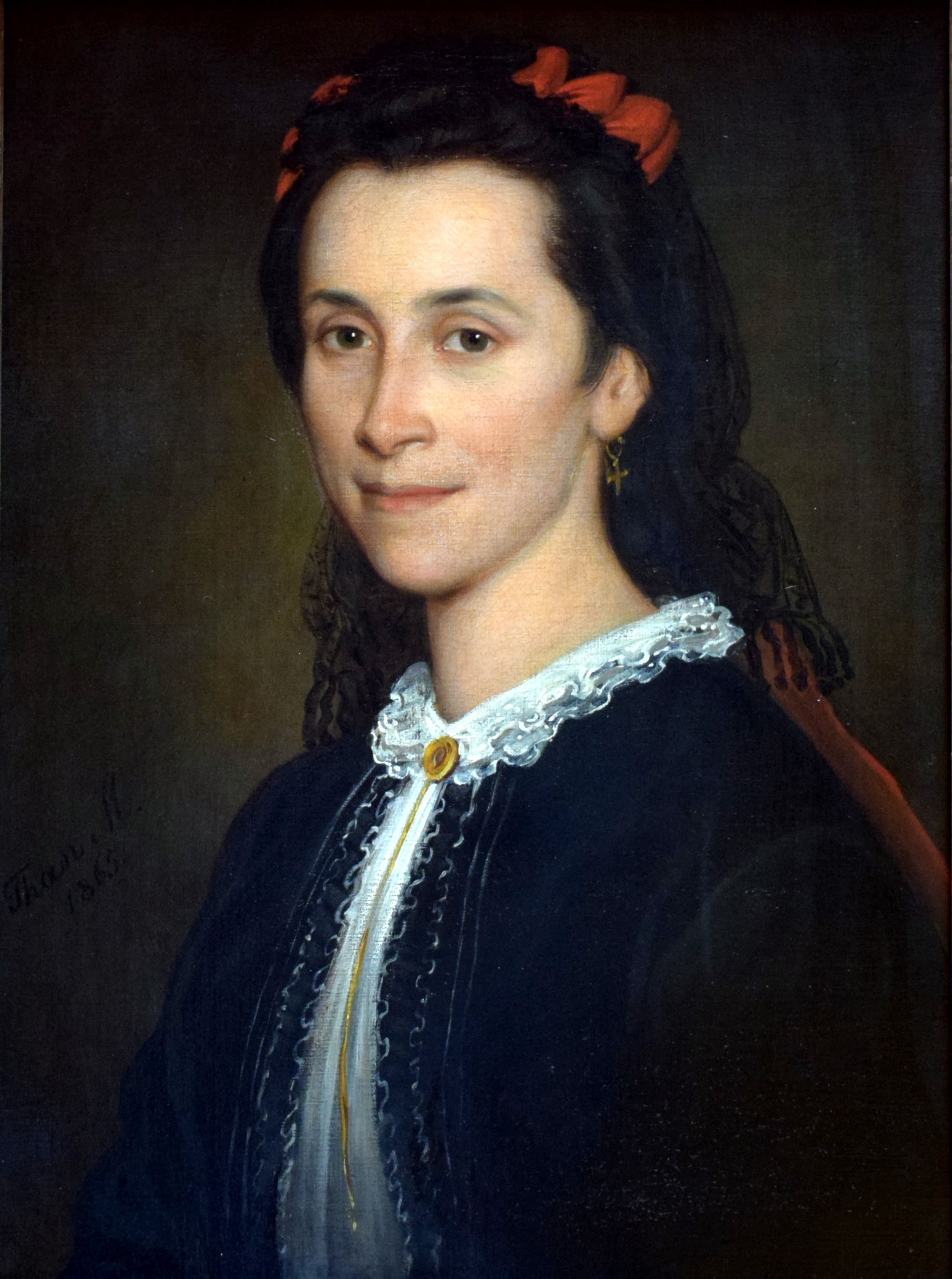
Ágnes Eötvös, Pál Rostys Schwester, Ölgemälde von Mór Than, 1865

Pál Rosty von Barkócz hatte drei ältere Schwestern:
- Ágnes Katalin Anna Rosty von Barkócz (* 21. September 1825 in Pest; † 9. Mai 1913 in Iharos), Hofdame der Königin, ab 13. September 1842 verheiratet mit dem Schriftsteller, Rechtsanwalt und Staatsmann József Eötvös (1813–1871). Deren Sohn Loránd Eötvös (1848–1919), Physiker, Ingenieur und Politiker, war sein Neffe.
- Ilona Alojzia Erzsébet Rosty von Barkócz (* 9. Dezember 1826 in Pest; 21. Februar 1870 ebenda), verheiratet mit dem Wissenschaftler und Politiker Ágoston von Trefort (1817–1888).
- Anna Erzsébet Antónia Rosty von Barkócz (* 6. März 1828 in Pest; † 2. Februar 1927 in Wien), Schriftstellerin und Dichterin, ab 1850 verheiratet mit dem Wiener Politiker Graf Rudolf Amadei (1814–1898). Anna von Amadei veröffentlichte einen Band Gedichte (1896) und schrieb Novellen sowie Lyrik für verschiedene belletristische Zeitschriften. Eine Reihe ihrer Texte wurde vertont.[3]

## Bücher (Auswahl)
- Uti emlékezetek Amerikából, Pest: Heckenast 1861 – Reprint Budapest 1992; ISBN 963-7873-13-9 (Digitalisat, 1. Kapitel)